# Huancayo
Huancayo este un oraș din Junín, Peru.